# Ridge Racer Revolution
Ridge Racer Revolution (リッジレーサーレボリューション Rijji Rēsā Reboryūshon?) es un videojuego de carreras de arcade desarrollado y publicado por Namco para la PlayStation en 1995. Es la secuela de PlayStation de Ridge Racer (la secuela de arcade es Ridge Racer 2). Al igual que el Ridge Racer original, el jugador corre autos controlados por computadora con el objetivo de ganar una serie de carreras, y es compatible con el controlador NeGcon de Namco. Ridge Racer Revolution agrega dos autos ocultos y soporte para dos jugadores a través del PlayStation Link Cable, y tomó aproximadamente el mismo tiempo para desarrollarse que el primero. La intención era aumentar la profundidad y agregar características.
El juego toma prestada la mayor parte de su banda sonora de "Ridge Racer 2". Ridge Racer Revolution se relanzó en Japón para la gama PlayStation The Best en junio de 1997, y para la gama Platinum en Región PAL el año siguiente. El juego recibió críticas generalmente positivas, aunque algunos criticaron su similitud con el original. Ridge Racer Revolution fue seguida por una secuela, Rage Racer, en 1996.

## Jugabilidad
El sistema de juego permanece sin cambios desde Ridge Racer, el punto de control y el sistema de límite de tiempo siguen siendo los mismos; quedarse sin tiempo termina la carrera y pasar por los puntos de control otorga tiempo adicional, aunque el drifting de los coches se parece más a "Ridge Racer 2". El jugador conduce utilizando transmisión automática o transmisión manual. Ridge Racer Revolution es compatible con el controlador NeGcon de Namco, y agrega un espejo retrovisor cuando se usa la vista en el automóvil. El juego consta de tres cursos: "Principiante", "Intermedio" (también llamado "Avanzado") y "Experto", cada uno con diferentes secciones abiertas, e incorpora modos del juego original; Carrera, contra once oponentes, y Contrarreloj, contra uno. Ridge Racer Revolution agrega un modo: Free Run, en el que no hay otros autos y el jugador practica la conducción. No hay límite de vueltas. La velocidad a la que corren los autos depende del grado de velocidad que se use, se puede seleccionar en Free Run y se puede desbloquear para Carrera. No está disponible en Contrarreloj. Una nueva característica es la opción de seleccionar la hora del día en la que se desarrolla la carrera, aunque esta no está disponible al inicio del juego.  Ridge Racer Revolution  cuenta con un modo  link-up para dos jugadores que permite a los jugadores acceder a los campos originales de Ridge Racer conocidos como "Special 1" y "Special 2". Hay dos modos en la vinculación de dos jugadores: Carrera, idéntica a su contraparte de un jugador, y Versus, donde solo los jugadores compiten entre sí. Versus cuenta con una opción para discapacitados, que aumenta la velocidad del automóvil que se arrastra.
Como el primer "Ridge Racer", el jugador normalmente comienza con cuatro coches. Los ocho restantes se pueden seleccionar al ganar el minijuego antes de la pantalla de título (el minijuego es Galaga '88 en lugar del Galaxian del juego original). En su mayoría permanecen sin cambios; sus nombres (algunos coches llevan el nombre de otros títulos de Namco) y las especificaciones son similares a las del primer juego. Después de que el jugador gana los primeros tres circuitos, se desbloquean las versiones inversas, y Contrarreloj presenta a un oponente adicional que conduce un automóvil secreto. Hay tres coches secretos; el '13th Racing' (del primer Ridge Racer) del curso de principiantes, y el nuevo "13th Racing Kid" (del curso Intermedio) y "White Angel" (del curso Experto). Estos coches se desbloquean al ganar la carrera contrarreloj del circuito respectivo.
Ridge Racer Revolution presenta dos modos ocultos; "Drift Contest", donde los puntos se ganan de acuerdo con qué tan bien se realizan los giros en ciertas curvas, y 'Pretty Racer' (también conocido como 'modo Buggy'), en el que el tamaño de los autos aparece con tamaños de carrocería deformados, similar a los autos Choro-Q, lo que llevó al juego de arcade Pocket Racer. Se puede acceder a pistas duplicadas que funcionan de manera idéntica al juego original. Como en el primer juego, se puede insertar y escuchar un CD de música en lugar de la banda sonora. A diferencia del primer juego, solo el último curso jugado se carga en la memoria de PlayStation; para cambiar, es necesario volver a insertar el disco del juego antes de cargarlo.

## Desarrollo
"Ridge Racer Revolution" fue desarrollado durante ocho meses por un equipo de más de veinte personas, la mayoría de las cuales se unieron solo para "Ridge Racer Revolution". Las mayores dificultades fueron el modo de conexión, el espejo retrovisor y ejecutar el juego a altas velocidades. Cada miembro había trabajado en otros juegos de consola y comentaron que el detalle de los gráficos mostraba las mejoras en la habilidad y la técnica. El equipo quería que los jugadores disfrutaran de un juego más profundo que el original, así que en lugar de desarrollar un puerto de  Ridge Racer 2, tantas funciones como posibles fueron añadidos. Los primeros diseños de los nuevos cursos se realizaron en un programa de "carrera libre" y se utilizaron para ver qué tan rápido iban los autos. El espejo retrovisor se agregó principalmente con el modo de conexión de dos jugadores en mente. La música se tomó principalmente de Ridge Racer 2 y, como resultado, el sonido se terminó más rápido que el juego. La composición de la banda sonora de "Ridge Racer 2" incluyó a Shinji Hosoe, Nobuyoshi Sano, Ayako Saso y Takayuki Aihara, aunque las nuevas pistas de música fueron compuestas por Hiroshi Okubo y Nobuhide Isayama. El equipo siguió explorando las capacidades de PlayStation para resolver el problema de la alta velocidad, aunque confiaba en que era posible. El diseñador, Hiroyuki Onada, comentó que diseñar un campo original era un desafío, y el director Kazumi Mizuno creía que la calidad de los gráficos se degradaría con un modo multijugador de pantalla dividida, por lo que el equipo decidió centrarse en la conexión de PlayStation.

## Recepción
El juego fue un éxito de ventas en el Reino Unido. Las características adicionales y las mejoras sobre el original en particular recibieron grandes elogios. Coming Soon Magazine elogió su modo multijugador, diciendo que "¡proporcionará muchas horas de diversión competitiva!", Y en su conclusión remarcó que el juego "es un excelente juego de carreras que generará mucha emoción y desafíos". Un crítico de Absolute PlayStation estuvo de acuerdo con esto elogiando su jugabilidad, su Inteligencia artificial mejorada "enormemente" y la función de enlace de dos jugadores. Ambos revisores deportivos de Electronic Gaming Monthly pensaron que Ridge Racer Revolution es mejor que el original, debido a los gráficos más limpios y al manejo mejorado de los autos, lo que se creía que los hace más fáciles de controlar. David Hodgson de Maximum reconoció la similitud con el  Ridge Racer  original, pero le dio una fuerte recomendación, argumentando que la eliminación de la desaceleración y la actualización de la pista del original, los desbloqueables y el modo de dos jugadores hacen Vale la pena comprarlo. Su conclusión fue que el juego es "un juego de carreras arcade instantáneamente jugable que rezuma opciones y jugabilidad".
El crítico de  The Electric Playground elogió las adiciones y mejoras, incluidos los gráficos "muy mejorados" y los cambios de escena, sobre los cuales se comentó que era un "serio mejora". Se comentó que los colores son "nítidos y bonitos", y se elogió el modo multijugador link-up, aunque las pistas musicales remezcladas fueron criticadas porque "palidecen mucho en comparación con las pistas originales". The new tracks were complimented as "always challenging and fun to race" by Gamezilla's Mark Skorupa, who also praised Free Run, saying it's a "great way to learn the tracks". Major Mike de GamePro creía que el juego sobrepasaba al primero y mantenía la tradición de Ridge Racer, y el crítico de Computer and Video Games Magazine comentó que el juego es "todo lo que los maníacos de Ridge Racer podrían haber querido de una secuela".
Hugh Sterbakov de GameSpot fue más crítico. Lo llamó "un clon del original", y criticó la falta de pantalla dividida multijugador. Otro revisor crítico fue de Edge; describió el juego como "virtualmente indistinguible" del primer Ridge Racer, y comentó que Ridge Racer Revolution no cumple con las expectativas evocadas por el original. También se dijo que es simplemente un "Ridge Racer 2" "animado", y las imágenes fueron criticadas como "anticuadas". A pesar de estas críticas, se elogió el manejo y la jugabilidad se describió como "variada". Un crítico de "Next Generation" sostuvo que el "Ridge Racer" original se apresuró para llegar al lanzamiento de PlayStation, y que mientras que el rival Sega había hecho un trabajo excepcional arreglando su propio trabajo urgente el día del lanzamiento con Virtua Fighter Remix: "Namco simplemente ha lanzado un disco con una nueva pista, usando el mismo motor de juego defectuoso". En particular, sintió que el precio era demasiado alto para lo que era esencialmente un paquete de expansión, y concluyó que cualquiera que comprara el juego estaría "a medio paso de ser estafado". Will Groves de la Official UK PlayStation Magazine describió el juego como "una mala secuela", pero le gustó la variedad de opciones ofrecidas. Describió el juego en sí como "genial", pero además lo criticó por no ser divertido, ya que pensaba que la sensación era agresiva.